# Britische Tourenwagen-Meisterschaft 2004

Das offizielle Logo der BTCC

Die 47. Saison der Britische Tourenwagen-Meisterschaft begann am 10. April 2004 in Thruxton und endete am 26. September 2004 in Donington Park. Sie bestand aus zehn Rennwochenenden mit je drei Rennen auf neun verschiedenen Strecken. Nach insgesamt 30 Rennen siegte James Thompson vor Yvan Muller (beide Vauxhall Astra Coupe) und Jason Plato (Seat Toledo S2000). Sieger der Konstrukteurswertung wurde Vauxhall.

## Änderungen zur Saison 2004
Die Boxenstopps während der Rennen wurden abgeschafft. An jedem Rennwochenende wurden drei Läufe ausgetragen. Die Startaufstellung für das zweite Rennen eines Rennwochenendes wurde durch die Zielreihenfolge des zweiten Rennens festgelegt, jedoch mit den ersten zehn in umgekehrter Reihenfolge.

## Ergebnisse und Wertungen

### Kalender
|            | Datum             | Rennen     | Strecke                   | Pole-Position    | Platz 1          | Platz 2          | Platz 3          |
| ---------- | ----------------- | ---------- | ------------------------- | ---------------- | ---------------- | ---------------- | ---------------- |
| 1, 2, 3    | 10.–11. April     | England    | Thruxton                  | James Thompson   | James Thompson   | Matt Neal        | Yvan Muller      |
| 1, 2, 3    | 10.–11. April     | England    | Thruxton                  | James Thompson   | Jason Plato      | Yvan Muller      | Michael Bentwood |
| 1, 2, 3    | 10.–11. April     | England    | Thruxton                  | James Thompson   | Yvan Muller      | Anthony Reid     | James Thompson   |
| 4, 5, 6    | 24.–25. April     | England    | Brands Hatch (Indy)       | Colin Turkington | Matt Neal        | Rob Huff         | Tom Chilton      |
| 4, 5, 6    | 24.–25. April     | England    | Brands Hatch (Indy)       | Colin Turkington | Luke Hines       | James Thompson   | Yvan Muller      |
| 4, 5, 6    | 24.–25. April     | England    | Brands Hatch (Indy)       | Colin Turkington | James Thompson   | Anthony Reid     | Yvan Muller      |
| 7, 8, 9    | 8.–9. Mai         | England    | Silverstone               | Jason Plato      | Matt Neal        | Yvan Muller      | Jason Plato      |
| 7, 8, 9    | 8.–9. Mai         | England    | Silverstone               | Jason Plato      | James Thompson   | Yvan Muller      | Anthony Reid     |
| 7, 8, 9    | 8.–9. Mai         | England    | Silverstone               | Jason Plato      | Tom Chilton      | Anthony Reid     | Jason Plato      |
| 10, 11, 12 | 22.–23. Mai       | England    | Oulton Park               | James Thompson   | Yvan Muller      | James Thompson   | Matt Neal        |
| 10, 11, 12 | 22.–23. Mai       | England    | Oulton Park               | James Thompson   | Dan Eaves        | Jason Plato      | Anthony Reid     |
| 10, 11, 12 | 22.–23. Mai       | England    | Oulton Park               | James Thompson   | Yvan Muller      | Matt Neal        | James Thompson   |
| 13, 14, 15 | 12.–13. Juni      | Irland     | Mondello Park             | Yvan Muller      | Yvan Muller      | Anthony Reid     | Colin Turkington |
| 13, 14, 15 | 12.–13. Juni      | Irland     | Mondello Park             | Yvan Muller      | Jason Plato      | Rob Huff         | James Thompson   |
| 13, 14, 15 | 12.–13. Juni      | Irland     | Mondello Park             | Yvan Muller      | Colin Turkington | Luke Hines       | Dan Eaves        |
| 16, 17, 18 | 24.–25. Juli      | England    | Croft                     | Anthony Reid     | Anthony Reid     | Yvan Muller      | Matt Neal        |
| 16, 17, 18 | 24.–25. Juli      | England    | Croft                     | Anthony Reid     | Jason Plato      | Rob Huff         | Dan Eaves        |
| 16, 17, 18 | 24.–25. Juli      | England    | Croft                     | Anthony Reid     | Jason Plato      | Rob Huff         | Colin Turkington |
| 19, 20, 21 | 7.–8. August      | Schottland | Knockhill                 | Anthony Reid     | Anthony Reid     | Colin Turkington | Tom Chilton      |
| 19, 20, 21 | 7.–8. August      | Schottland | Knockhill                 | Anthony Reid     | Jason Plato      | Matt Neal        | Dan Eaves        |
| 19, 20, 21 | 7.–8. August      | Schottland | Knockhill                 | Anthony Reid     | Anthony Reid     | Dan Eaves        | Colin Turkington |
| 22, 23, 24 | 21.–22. August    | England    | Brands Hatch (Grand Prix) | Matt Neal        | Matt Neal        | Yvan Muller      | James Thompson   |
| 22, 23, 24 | 21.–22. August    | England    | Brands Hatch (Grand Prix) | Matt Neal        | Jason Plato      | Colin Turkington | Rob Huff         |
| 22, 23, 24 | 21.–22. August    | England    | Brands Hatch (Grand Prix) | Matt Neal        | Rob Huff         | Jason Plato      | Michael Bentwood |
| 25, 26, 27 | 4.–5. September   | England    | Snetterton                | James Thompson   | James Thompson   | Matt Neal        | Tom Chilton      |
| 25, 26, 27 | 4.–5. September   | England    | Snetterton                | James Thompson   | Luke Hines       | Anthony Reid     | Jason Plato      |
| 25, 26, 27 | 4.–5. September   | England    | Snetterton                | James Thompson   | Rob Huff         | Yvan Muller      | James Thompson   |
| 28, 29, 30 | 25.–26. September | England    | Donington                 | Jason Plato      | Jason Plato      | James Thompson   | Colin Turkington |
| 28, 29, 30 | 25.–26. September | England    | Donington                 | Jason Plato      | Tom Chilton      | Yvan Muller      | Dan Eaves        |
| 28, 29, 30 | 25.–26. September | England    | Donington                 | Jason Plato      | Yvan Muller      | Jason Plato      | James Thompson   |

## Punktestand

### Fahrer
| Pl. | Fahrer           | Punkte |
| --- | ---------------- | ------ |
| 1.  | James Thompson   | 274    |
| 2.  | Yvan Muller      | 273    |
| 3.  | Jason Plato      | 224    |
| 4.  | Anthony Reid     | 213    |
| 5.  | Matt Neal        | 181    |
| 6.  | Colin Turkington | 173    |
| 7.  | Rob Huff         | 148    |
| 8.  | Dan Eaves        | 148    |

| Pl. | Fahrer             | Punkte |
| --- | ------------------ | ------ |
| 9.  | Tom Chilton        | 116    |
| 10. | Luke Hines         | 115    |
| 11. | James Kaye         | 49     |
| 12. | Robert Collard     | 44     |
| 13. | Michael Bentwood   | 42     |
| 14. | Shaun Watson-Smith | 28     |
| 15. | Carl Breeze        | 14     |
| 16. | Kelvin Burt        | 11     |

| Pl. | Fahrer                   | Punkte |
| --- | ------------------------ | ------ |
| 17. | Jason Hughes             | 5      |
| 18. | Stefan Hodgetts          | 4      |
| 19. | Justin Keen              | 2      |
|     | Gavin Smith              | 2      |
| 21. | Paul Wallace             | 1      |
|     | Charlie Butler-Henderson | 1      |

### Marke
| Pl. | Marke    | Punkte |
| --- | -------- | ------ |
| 1.  | Vauxhall | 732    |
| 2.  | Honda    | 548    |
| 3.  | Seat     | 421    |
| 4.  | Proton   | 96     |